# 소스 (언론)
소스(Source)는 언론에서 출처, 정보원 등을 말한다.

## 오프 더 레코드
en:Off the record는 기록에 남기지 않는다는 의미로, 기자들이나 변호사가 보통 녹음기를 켜놓고 대화를 하는 것이 아니라, 일체 기록을 하지 않고 정보원과 대화를 하는 것을 말한다. 수첩에 기록하면서 대화를 하기는 한다.
취재원 비닉권은 전세계의 언론 관련 법률에서 중요하게 다루는 권리이다. 미국에서는 각 주마다 주법률로 방패법(Shield law)이 제정되어 기자의 특권을 보호한다. 방패법은 1896년에 메릴랜드주에서 최초로 제정되었다.

## 같이 보기
- en:Shield laws in the United States
- en:Reporter's privilege
- 법적인 면책